# Veronica scrupea
Veronica scrupea är en grobladsväxtart som beskrevs av Garn.-jones. Veronica scrupea ingår i släktet veronikor, och familjen grobladsväxter. Inga underarter finns listade i Catalogue of Life.